# Peretinó
Peretinó (en rus: Перетино) és un poble del krai de Primórie, a l'Extrem Orient de Rússia, que el 2018 tenia 574 habitants. Pertany al districte rural de Partizanski.